# Memórias de um Assassino
Memórias de um Assassino (hangul: 살인의 추억; rr: Salinui chueok) é um filme sul-coreano de 2003 dirigido por Joon-Ho Bong. É baseado na história real do primeiro registro oficial de um serial killer na Coreia do Sul, que cometeu uma série de assassinatos entre 1986 e 1991 em Hwaseong, na província de Gyeonggi. Song Kang-ho e Kim Sang-kyung são os detetives Park e Seo, que tentam resolver os crimes.

## Sinopse
O filme conta a história de uma série de assassinatos que aterrorizaram uma província no interior da Coreia do Sul. Todos os crimes possuem traços em comum: ocorreram em dias de chuva e as vítimas são mulheres. Com os dois detetives locais incapazes de encontrar o assassino um detetive da capital é enviado para auxiliá-los.

## Recepção
Memórias de um assassino teve uma boa recepção tanto do público quanto da crítica. O filme ganhou o South Korean film industry's 2003 Grand Bell Award de melhor filme, e Joon-ho Bong e Song Kang-ho ganharam o prêmio de melhor diretor e ator principal, respectivamente. 
Memórias de um assassino foi exibido em vários festivais internacionais de cinema, incluindo Festival de Cannes, Hawaii International Film Festival, London International Film Festival, Tokyo International Film Festival e San Sebastian International Film Festival, onde Joon-ho Bong ganhou o prêmio de melhor diretor.  

## Elenco principal
- Song Kang-ho – Detetive Park Doo-man
- Kim Sang-kyung – DetetiveSeo Tae-Yoon
- Kim Roe-ha – Detetive Cho Yong-koo
- Song Jae-ho – Sargento Shin Dong-chul
- Byeon Hee-bong – Sargento Koo Hee-bong
- Ko Seo-hie – Oficial Kwon Kwi-ok
- Park No-shik – Baek Kwang-ho
- Park Hae-il – Park Hyeon-gyu
- Jeon Mi-seon – Kwok Seol-yung